# Yoshihiro Kawaoka

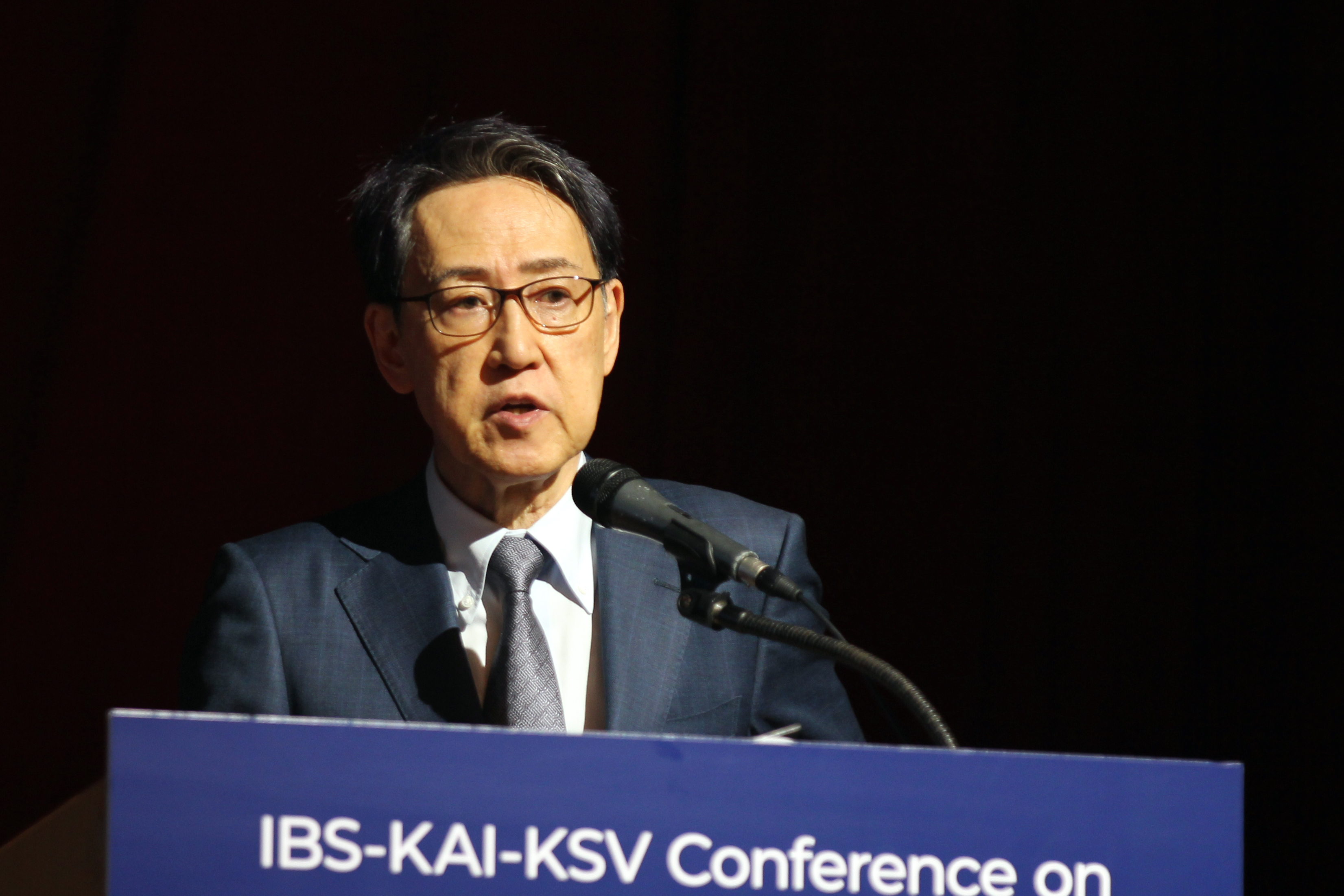
Yoshihiro Kawaoka spricht auf der IBS-Konferenz zu Viren und Immunologie.

Yoshihiro Kawaoka (jap. 河岡 義裕, Kawaoka Yoshihiro; * 1955) ist ein japanischer Virologe, bekannt für Forschungen zu Grippeviren.

## Biografie
Kawaoka studierte an der Universität Hokkaidō, an der er 1978 seinen Bachelorabschluss in Veterinärmedizin erlangte und 1980 seinen Masterabschluss. 1983 wurde er durch dieselbe Universität promoviert. Er ist Professor für Virologie an der Fakultät für Veterinärmedizin der University of Wisconsin–Madison.
Kawaoka ist ein führender Experte für Grippeviren. Er untersuchte insbesondere die Übertragung von Tier auf Mensch und zwischen Tierarten sowie die molekularen Mechanismen der Pathogenität in Vögeln und Säugetieren.
2004 isolierte er in seinem Hochsicherheitslabor zwei Genvarianten, die bei dem außerordentlich pathogenen (fachsprachlich: hochvirulenten) Influenzavirus von 1918 vorlagen (wie auch gleichzeitig andere Forschergruppen). Eine codierte für Hämagglutinin, die andere für Neuraminidase. In eine vorher für die als Versuchstiere benutzten Mäuse harmlose Grippevirus-Variante eingebaut, verursachte die Hämagglutinin-Variante des Pandemievirus von 1918 bei Mäusen ähnliche Symptome (massive Lungeninfektion, innere Blutungen) wie die Epidemie von 1918, die mindestens 20 Millionen Tote forderte. Die Neuraminidase-Variante hatte hingegen keine starken Auswirkungen auf die Pathogenität. Der Versuch zeigte somit, dass die Änderung nur dieses einen Gens aus einer harmlosen Grippevariante eine Variante mit dem Potential einer Pandemie machen konnte. Er konnte außerdem hohe Antikörper-Niveaus bei Überlebenden der Epidemie von 1918 gegen die künstliche Virusvariante nachweisen. Außerdem konnte Kawaoka Hinweise finden, dass der 1918er Virus ursprünglich ein Vogelvirus war.
1999 entwickelte er mit seiner Gruppe (in Fortentwicklung einer Methode von Peter Palese) eine Reverse-Genetik-Technik, um künstliche Influenzaviren zu entwickeln, indem jeder der 8 Segmente der Virus-RNA separat in einem Plasmid codiert und die Plasmide dann in einer Zelle zusammengefügt werden. Damit wiesen sie zum Beispiel nach, dass man nicht pathogene Virusformen entwickeln kann, indem die Hämagglutinin-Spaltstellen modifiziert werden. Diese Spaltstellen sind für pathogene und nicht pathogene Virusformen verschieden, woraus Kawaoka mit anderen Ende der 1980er Jahre auch neue Marker für pathogene Grippevirusformen entwickelte. Die Technik ermöglicht auch die Entwicklung neuer Grippe-Impfstoffe, die auch gegen die Vogelgrippe eingesetzt werden können. Der ursprüngliche Virus würde die Zellen in den Eiern, in denen üblicherweise Grippeviren für Impfstoffe vermehrt werden, töten. Mit der Reversen-Genetik-Technik können aber weniger pathogene modifizierte Virusformen erzeugt werden und Impfstoffe gegen diese entwickelt werden, die auch gegen die ursprünglichen Viren wirken.
Kawaoka fand Rezeptoren im menschlichen Atemwegstrakt für Influenza-A-Viren H5N1, den Erreger der Vogelgrippe H5N1, und identifizierte 2006 Mutationen, die bei Vogelgrippe H5N1 eine besondere Pathogenität erzeugen, indem sie besonders gut an diese Rezeptoren binden.
Kawaoka trug auch zur Charakterisierung des Influenzavirus H1N1 der Pandemie von 2009 bei. Er forscht auch nach neuen Grippemedikamenten, nachdem er schon um 2004 Hinweise fand, dass die Resistenzen von Grippeviren gegen einen verbreiteten Antigrippe-Wirkstoff (Neuroaminidase-Inhibitoren) zunahmen.
Außerdem befasst er sich mit dem Ebola-Virus (Pathogenese, Vermehrung).
2002 erhielt Kawaoka den Hideo Noguchi Memorial Award, 2006 den Robert-Koch-Preis zusammen mit Peter Palese, 2007 den Japan Prize for Agricultural Science/Yomiuri Agriculture Prize und den Takeda-Medizinpreis. 2013 wurde er in die National Academy of Sciences gewählt. 2015 erhielt er den Carlos-J.-Finlay-Preis der UNESCO, 2022 den Keio Medical Science Prize.

## Schriften
- Herausgeber: Influenza Virology- current topics, Caister Academic Press 2006
- Herausgeber: Biology of negative strand RNA viruses: the power of reverse genetics, Springer 2004